# 増田久猛
増田 久猛（ますだ ひさたけ、1882年（明治15年）10月15日 - 没年不明）は、大日本帝国陸軍軍人。最終階級は陸軍少将。

## 経歴
熊本県出身。陸軍士官学校第16期卒業。1922年（大正11年）2月に陸軍歩兵少佐に進級し、1923年（大正12年）9月時点で歩兵第77連隊大隊長の任にあった。1925年（大正14年）8月に陸軍歩兵中佐に進級し、水戸連隊区司令部部員に就任し、1926年（大正15年）12月22日に歩兵第42連隊附を発令された。
1931年（昭和6年）3月11日に陸軍歩兵大佐進級と同時に松山連隊区司令官に着任した。1934年（昭和9年）3月に歩兵第79連隊長（第20師団・歩兵第40旅団）に転じ、1935年（昭和10年）8月1日に陸軍少将進級と同時に待命となり、8月28日に予備役に編入された。
予備役編入後は燃料国策研究会会員に就任した。